# 法善寺駅
法善寺駅（ほうぜんじえき）は、大阪府柏原市法善寺四丁目にある、近畿日本鉄道（近鉄）大阪線の駅である。駅番号はD15。

## 歴史
- 1927年（昭和2年）7月1日：大阪電気軌道八木線（現在の大阪線）の恩智 - 高田（現在の大和高田）間開通時に開業する[1]。
- 1941年（昭和16年）3月15日：参宮急行電鉄との会社合併により、関西急行鉄道の駅となる[1]。
- 1944年（昭和19年）6月1日：会社合併により、近畿日本鉄道の駅となる[1]。
- 2007年（平成19年）4月1日：ICカード「PiTaPa」使用を開始する[2]。
- 2012年（平成24年）3月20日：新設された区間準急の停車駅となる。
- 2024年（令和6年）11月10日 - 終日無人化[3]。

## 駅構造
相対式2面2線のホームを持つ地上駅。改札・コンコースは地下に、ホームは地上にある。駅入口は上下ホームに設けられている。ホーム有効長は6両。
無人駅で、駅遠隔監視システムが導入されている（管理駅は近鉄八尾駅）。2024年（令和6年）11月10日までは終日有人駅だった。PiTaPa・ICOCA対応の自動改札機および自動精算機（回数券カードおよびICカードのチャージに対応）が設置されている。

### のりば
| のりば | 路線     | 方向 | 行先           |
| ------ | -------- | ---- | -------------- |
| 1      | D 大阪線 | 下り | 榛原方面       |
| 2      | D 大阪線 | 上り | 大阪上本町方面 |

## 利用状況
近年における当駅の1日乗降人員の調査結果は以下の通り。
- 2023年11月7日：3,614人
- 2022年11月8日：3,555人
- 2021年11月9日：3,483人
- 2018年11月13日：3,944人
- 2015年11月10日：3,790人
- 2012年11月13日：3,795人
- 2010年11月9日：3,834人
- 2008年11月18日：4,162人
- 2005年11月8日：4,128人

## 駅周辺
駅の東方を中心にマンションが多い。
- 市立柏原病院
- 大阪南消防組合 大阪南消防局 柏羽藤消防署 柏原分署
- 柏原市立堅下北小学校
- 柏原市立堅下北中学校
- 大阪府立八尾翠翔高等学校
- 柏原法善寺郵便局
- 恩智川

## バス路線
駅から東方へ150メートルの位置に、柏原市市内循環バス「きらめき号」の「法善寺橋」停留所が設置されている。
- 柏原市役所・雁多尾畑方面
- 運賃無料・平日のみ運行

## 隣の駅
近畿日本鉄道
D 大阪線
■快速急行・■急行・■準急
通過
■区間準急・■普通
恩智駅 (D14) - 法善寺駅 (D15) - 堅下駅 (D16)